# خنوف
خنوف (به لاتین: Khnov) یک منطقهٔ مسکونی در روسیه است که در داغستان واقع شده‌است.